# Clitoria moyobambensis
Clitoria moyobambensis é uma espécie de legume da família Leguminosae.
Apenas pode ser encontrada no Peru.